# Flávio Rangel
Flávio Rangel (Tabapuã, 6 agosto 1934 – Rio de Janeiro, 25 ottobre 1988) è stato un regista teatrale, direttore teatrale e direttore artistico brasiliano.

## Biografia
Il suo interesse per il teatro ebbe inizio dopo che egli a San Paolo assistette alla rappresentazione di una pièce di Nelson Rodrigues.
Nel 1958, al Teatro Cultura Artística, colse il suo primo successo come regista teatrale allestendo Juventude sem Dono con un grande cast guidato da Milton Moraes. Diresse poi Gimba, spettacolo scritto da Gianfrancesco Guarnieri nel 1959. Ne trasse quindi nel 1963 il film Gimba, Presidente dos Valentes, utilizzando gli stessi attori: la pellicola ebbe un grande successo, ma Rangel non si occupò più di cinema. 
Fu poi contattato da Franco Zampari, che cercava un direttore artistico per il Teatro Brasileiro de Comédia. Egli divenne anche direttore dell'istituzione.
Lasciò San Paolo per Rio de Janeiro nei primi anni '60 e vi iniziò una carriera di successo come regista teatrale in proprio. Per quasi trent'anni firmò produzioni molto importanti come Edipo Re, Aspettando Godot, Morte di un commesso viaggiatore, Cyrano de Bergerac. Diresse attori del calibro di Dionisio Azevedo, Paulo Autran, Antonio Fagundes. Realizzò anche spettacoli musicali, tra cui Faz Escuro mas Eu Canto, con Thiago de Mello e Sérgio Ricardo; Raíces de America, con l'omonimo gruppo; e alcuni recital della cantante Nara Leão. Inoltre allestì due edizioni del Carnevale di Vila Isabel, nel 1976 e 1977, e persino sfilate di moda.
Morì nel 1988 all'età di 54 anni, per un tumore polmonare. 

## Vita privata
Si sposò due volte. Era padre di Ricardo Pedreira Rangel, amministratore di Conspiração Filmes ed editorialista del quotidiano O Globo, nato dal matrimonio con Maria Dulce Pedreira. La sua seconda moglie fu l'attrice Ariclê Perez.